# Ivan Pavao II.
 Sveti Ivan Pavao II. (lat. Sanctus Ioannes Paulus PP. II.), također zvan Ivan Pavao Veliki (Wadowice, 18. svibnja 1920. – Vatikan, 2. travnja 2005.), rođen kao Karol Józef Wojtyła, 264. poglavar Katoličke Crkve, papa od 16. listopada 1978. do smrti 2005. godine. Svetac je Katoličke Crkve. Poznat je i kao »slavenski papa«, »poljski papa«, »Papa Milosrđa« (jer je Nedjelju Božjeg Milosrđa proglasio općim blagdanom Crkve) i »hodočasnik mira« (radi brojnih pastirskih pohoda).
Jedan je od velikih državnika 20. stoljeća i duhovni aktivist međunarodna utjecaja. Njegov dugogodišnji pontifikat obilježavaju sljedeće značajke: jedan je od najmlađih papa novijega doba; njegov pontifikat bio je među najduljima; prvi je papa ne-Talijan nakon više stoljeća; prvi papa nakon više stoljeća iz jednoga slavenskoga naroda. Također, osobna toplina, neposrednost i prirodna karizma Ivana Pavla II. izuzetno su snažno djelovali preko suvremenih elektroničkih medija (poglavito TV-a), šireći njegovu poruku i u najzabitnijim dijelovima planeta Zemlje. U 26 godina svoga pontifikata, posjetio je 130 država. Proputovao je 1,2 milijuna kilometara. Obišao je zemaljsku kuglu oko 30 puta. Posjetio je oko 850 gradova. Prvi je papa, koji je posjetio gradove Azije, Afrike i Južne Amerike. Papa se tijekom cijeloga pontifikata zalagao za mir. Zagovarao je pravo svakoga naroda na svoju državu, samostalnost i suverenost. Osmislio je sintagmu kulture života na svojemu putovanju u SAD 1993. godine. Pri tome je izjavio: „Kultura života znači poštovanje prirode i zaštita Božjeg djela stvaranja. Na poseban način, znači poštovanje ljudskog života od prvog trenutka začeća do prirodne smrti.” Promicao je međureligijski dijalog i mir. Zalagao se za jedinstvo kršćana. Pokazao je otvorenost prema drugim vjerskim zajednicima. Za vrijeme pontifikata napisao je te izgovorio oko 15 000 raznih govora i dokumenata, što je oko 18 milijuna riječi. Napisao je 14 enciklika, 11 apostolskih konstitucija, 41 apostolsko pismo, 15 apostolskih pobudnica, 19 motuproprija i više knjiga. Na deset je konzistorija imenovao novih 231 kardinala i zaredio 321 biskupa. Proglasio je novih 1338 blaženika i 482 svetca.
Papa Benedikt XVI. proglasio je 2011. svoga prethodnika Ivana Pavla II. blaženim, te odredio 22. listopada kao njegov spomendan-blagdan jer je toga dana Ivan Pavao II. održao prvu svetu misu kao papa, a papa Franjo, samo tri godine kasnije 2014. proglasio ga je svetim.

## Životopis

### Djetinjstvo i mladost
Rodio se 18. svibnja 1920. u mjestu Wadowice u Poljskoj. Rodio se na dan kada je poljski maršal Józef Piłsudski u Prvome svjetskom ratu zauzeo Kijev i pobijedio u borbi protiv komunističkih snaga SSSR-a. To je bila prva pobjeda poljske vojske nakon više od 200 godina i važan događaj, koji je doveo do slobode i samostalnosti Poljaka. Po maršalu je dobio srednje ime Józef. Njegov otac poručnik Karol Wojtyla bio je Poljak, a majka je bila učiteljica, etnička Ukrajinka i grkokatolkinja Emilija Kaczorowski (ukr. Килина Качоровська / Kylyna Kačorovs'ka) rodom iz povijesno ukrajinske regije Holmščyna (Holm) u istočnoj Poljskoj. Zajedno su imali troje djece; sinove Edmonda i Karola te kćer Olgu.
Kada je malom Karolu bilo osam godina umire mu majka, tri godine kasnije i stariji brat Edmond, a sestru Olgu nikada nije ni upoznao, jer je umrla prije njegova rođenja. U osnovnoj školi dobio je nadimak - Lolek. Zvali su ga i Lolus. Bio je vratar u rodnim Wadowicama u katoličko-židovskoj nogometnoj momčadi. Nastupao je i u kazališnim predstavama. Lolek se već u gimnaziji počinje angažirati u Crkvi - bio je predsjednik mjesnog ogranka katoličke organizacije mladih Marijina legija. Svaki dan je išao na svetu misu, pohađao je vjeronauk i čitao Bibliju. Do njegove 25. godine umrli su mu roditelji, brat, sestra i dio prijatelja i rođaka. Njegovoj majci u djetinjstvu također su rano umrli majka, braća i sestre.
U to se doba bavio i sportom - skijanjem, klizanjem, planinarenjem i nogometom, gdje je u pravilu bio vratar. Volio je i plivanje, višednevne izlete, spuštanje kanuom i vožnju biciklom. Od osnovne škole bavio se glumom u raznim kazališnim skupinama. Godine 1938. maturira s odličnim uspjehom nakon čega seli s ocem u Krakov. Prvi put se zaposlio kao pomoćni kuhar na gradilištu neke ceste. U to doba dvoumi se između glumačke karijere i studija filozofije s jedne, te svećeničkog poziva s druge strane. Iste godine Lolek se ipak odlučuje za Filozofski fakultet u Krakovu. Zajedno s poznatim poljskim piscem Juliusom Kydryńskim u tom gradu osniva kazalište. Ne zanemaruje ni Crkvu, te uskoro postaje predsjednik podmlatka vjerske organizacije Žive krunice. Kada su 1939. godine Nijemci umarširali u Poljsku Lolek ilegalno nastavlja studij i širi pacifističke ideje, tvrdeći kako se otpor nacistima može i mora pružiti bez oružja. Da bi se prehranio, radi u kamenolomu i tvornici sode. Imao je dvije prometne nesreće, udario ga je automobil i drugi put kamion.

### Svećenik i biskup
Nakon što mu je 1942. godine umro otac počeo je razmišljati o studiju teologije. Rekao da je čitanje knjige „Rasprava o pravoj pobožnosti prema Presvetoj Djevici Mariji” bila "odlučujuća prekretnica" u njegovu životu, dok je razmišljao da postane svećenik. Iz knjige je kasnije i preuzeo svoje apostolsko geslo „Totus Tuus”.
Kada su Poljsku okupirali nacisti, sveučilišta su zatvorena, a profesori odvedeni u logore ili ubijeni. Sudjelovao je u osnivanju Rapsodijskog kazališta u Krakovu, koje je djelovalo u ilegali. Organizirali su predstave u podrumima i riskirali hapšenja. Da preživi radio je kao radnik kamenorezac i kasnije u tvornici kemikalija. Na njega je utjecao Jan Tyranowski, kada je prisustvovao sastancima molitvene grupe "Živa krunica". S Tyranowskim je u slobodno vrijeme raspravljao o vjeri, Bibliji i djelima sv. Terezije Avilske i sv. Ivana od Križa. Dvije godine razmišljao je, da postane svećenik. Krakovski nadbiskup Adam Sapieha primio ga je tajno u bogosloviju. U zoru bi pomagao nadbiskupu na sv. misi, koje su se tajno održavale, zatim bi odlazio na posao u tvornicu kemikalija. Popodne je učio i slušao predavanja. Navečer je imao kazališne probe. Godine 1944. udario ga je automobil i bio je u bolnici. Iste godine, njegovo se ime pojavilo na listi osoba, koje traže nacisti. Skrivao se pet mjeseci u podrumima biskupske palače. Diplomirao je 1. studenog 1946. godine. Biskup ga zaređuje 1. studenog, nakon čega odlazi u Rim na dvogodišnji studij na dominikanskom sveučilištu Angelicum. Doktorira na temu Pitanje vjere kod svetog Ivana od Križa, te se 1948. godine vraća u Poljsku, u selu Niegowice, gdje obavlja poslove župnika.
Bio je i kapelan krakovske crkve sv. Florijana, a od 1954. na Katoličkom sveučilištu u Lublinu predaje etiku. Organizirao je planinarske ture za mlade. Pokrenuo je bračno savjetovalište, koje je bilo vrlo uspješno. Iskustva je kasnije objavio u knjizi "Ljubav i odgovornost" u kojoj je pisao o katoličkoj seksualnoj etici. Ta knjiga privukla je pozornost pape Pavla VI. Kada je pripremao encikliku Humanae Vitae, koristio je dijelove njegove knjige.
Krakovski biskup postao je 1958. godine, a pet godina kasnije papa Pavao VI. imenovao ga je nadbiskupom. Kardinalski šešir dobiva 1967. kao najmlađi u Kardinalskom zboru. Živio je skromnim životom. Najviše vremena posvećivao je vjernicima i volio je izlete u planine. Družio se s prijateljima iz škole.
Sudjelovao je na Drugom vatikanskom saboru u nastanku enciklike Gaudium et spes, na dokumentu "Dignitatis humanae" i "Inter mirifica", prvi je o vjerskim slobodama, a drugi o medijima. Iskustva je opisao u knjizi "Izvori obnove" iz 1972. godine. To je jedinstvena knjiga, jer jedini aktivni sudionik, koji je napisao knjigu o tome.
Komunističke vlasti prihvaćale su ga puno više, nego druge biskupe u Poljskoj, jer su smatrali, da će s njime lakše surađivati i da on nema toliko tvrde stavove koliko drugi. Ostvarivao je sve što je planirao, dobivao je dozvole za gradnju crkvi, dopuštenje za održavanje procesija, dozvole za ređenje svećenika koji su djelovali i u Čehoslovačkoj i sl. Rekao je, da se ne boji komunista, već da se oni boje njega. Papa Pavao VI. pozvao ga je 1976. godine, da bude predavač u Rimu za vrijeme korizme. Izazvao je pozornost svojim govorima i izlaganjima, došlo ga je slušati mnogo ljudi. Govorio je o važnosti Isusa u spasenju, o ljudskim pravima, bioetici, dostojanstvu svakog čovjeka i o osobnim iskustvima. Predavanja su objavljena u knjizi. Bio je osobni izaslanik pape Pavla VI. na Međunarodnom euharistijskom kongresu u SAD-u povodom 200. obljetnice američke nezavisnosti. U Poljskoj postigao je veliki uspjeh u Nowoj Huti. Taj grad sagradili su komunisti po komunističko-ateističkim načelima. Željeli su pokazati, da čovjek može živjeti bez Boga. Karol Wojtyla sa suradnicima potajno je radio na evangelizaciji 200.000 stanovnika Nowe Hute, dok konačno 1977. nije sagrađena katolička crkva.
Važni događaji u njegovu životu uvijek su bili uz prisutnost patnje. Prije nego što je postao svećenik, umro mu je otac. Kad je postao kardinal, njegov prijatelj doživio je prometnu nesreću, u kojoj je izgubio ruku, a kada je postao papa, njegov prijatelj biskup pretrpio je moždani udar. Jednom je izjavio, da su ga smrti bliskih osoba i roditelja oslobodile od obiteljskih odgovornosti, a preko patnji dobivao je dodatnu energiju u svećeničkom radu.

### Papa
Kardinalska je konklava Karola Wojtylu izabrala za papu (264. po redu) 16. listopada 1978. godine. Bilo je to prvi puta nakon 456 godina, da papa nije bio Talijan. Želeći ipak naglasiti politiku kontinuiteta Karol uzima ime Ivan Pavao II. Prve riječi koje je nakon konklava uputio okupljenim vjernicima na Trgu sv. Petra bile su:
»Hvaljen Isus! Predraga braćo i sestre, još uvijek smo svi žalosni zbog smrti ljubljenog pape Ivana Pavla I. A evo, gospoda kardinali su pozvali novog biskupa Rima. Pozvali su ga iz jedne daleke zemlje… Daleke, ali uvijek tako blize po zajedništvu u vjeri i kršćanskoj tradiciji. Bojao sam se prihvatiti ovaj izbor, ali učinio sam to u duhu poslušnosti prema našem Gospodinu i u potpunom pouzdanju u Njegovu Majku, Presvetu Djevicu. Ne znam mogu li se dobro izraziti na vašem, na našem talijanskom jeziku… Ako pogriješim, ispravite me! I ovako se predstavljam svima vama kako bih ispovjedio našu zajedničku vjeru, našu nadu, naše pouzdanje u Majku Kristovu i Majku Crkve i kako bismo započeli iznova put povijesti i Crkve, da započnemo uz Božju pomoć i uz pomoć ljudi.«
Svoju prvu svetu misu 22. listopada na trgu Svetoga Petra započeo je riječima: „Non abbiate paura! Aprite, anzi, spalancate le porte a Cristo! Alla sua salvatrice potestà aprite i confini degli stati, i sistemi economici come quelli politici, i vasti campi di cultura, di civiltà, di sviluppo. Non abbiate paura! Cristo sa cosa è dentro l'uomo. Solo lui lo sa!” („Ne bojte se! Štoviše, širom otvorite vrata Kristu. Otvorite Njegovoj spasiteljskoj vlasti granice država, gospodarske i političke sustave, široka područja kulture, uljudbe, razvitka. Ne bojte se! Krist zna što je u čovjeku. Samo On to zna!”).
Papa je u svom pontifikatu obnovio papinstvo, odredio smjer Crkve u 21. stoljeće, dao hrabri odgovor na niz moralnih pitanja, sudjelovao je u mirovnim inicijativama, zalagao se za unaprijeđenje odnosa sa Židovima i muslimanima. Zalagao se za pravdu, zajedništvo i solidarnost na temeljima Evanđelja, za osjetljivost prema slabima i nemoćnima, za pravo čovjeka na rad i sudjelovanje u demokratskom odlučivanju.
U samoj Katoličkoj Crkvi je, tijekom pontifikata Ivana Pavla II., došlo do značajnih ustrojbenih i doktrinarnih promjena. Ukratko, duh svježine i liberalizma koji je zapljusnuo Crkvu u doba reformi Ivana Pavla I., i zasigurno djelovao okrijepljujuće u šezdesetima i u početku sedamdesetih, s vremenom je dao dvojbene rezultate: duhovna praznina post-modernih društava, začinjena sinkretizmom "spiritualnoga supermarketa" koji je obilježio europska i sjevernoamerička društva koncem sedamdesetih i početkom osamdesetih, signalizirali su splašnjavanje zamaha i ograničenost dosega liberalnoga modela. Novi je papa stoga napravio vidljiv zaokret prema afirmaciji konzervativnih stajališta, simultano ih kombinirajući s izuzetno prodornim medijskim nastupom, što je u konačnici rezultiralo ekspanzijom svjetskoga utjecaja Katoličke crkve u doktrinarno i praktički ortodoksnom ruhu.
Novi papa obilato se služio dostignućima suvremenog svijeta - od bankovnog računa do mlaznog aviona. Prvi je papa koji je poslao e-mail. Bila je to poruka Crkvi u Oceaniji 22. studenog 2001. godine. Vidio je internet kao mogućnost evangelizacije. Liberalni ga teolozi ipak drže antimodernistom. Neki od razloga su i to što je svojedobno pobačaj izjednačio s holokaustom, a među teške grijehe uvrstio je predbračni seks, masturbaciju i pijanstvo. Također je bio žestoki protivnik zaređivanja žena i ukidanja celibata. Prije nekoliko godina 160 srednjoeuropskih teologa sročilo je tzv. Kölnsku izjavu, u kojoj ga optužuju za srednjovjekovno i autokratsko ponašanje. U Izjavi se, između ostalog, kaže:
Sada ponovo imamo papu čiji je profil pretkoncilski, koji ne poznaje kolegijalnost i pokušava nametnuti svoju osobnu misiju.
Proglasio je novih 1338 blaženika i 482 novih svetaca. To je više od svih papa prije njega zajedno, koji su proglasili ukupno 302 sveca. Među svetima su i Hrvati Leopold Mandić i Marko Križevčanin, a među blaženima Alojzije Stepinac, Ivan Merz i Marija Petković. Među poznatijima koji su proglašeni svetima i blaženima su: bl. Majka Terezija iz Calcutte, sv. Josemaría Escrivá, bl. Martin Slomšek kao prvi Slovenac blaženik, bl. Ceferino Gimenez Malla mučenik iz Španjolske kao prvi Rom blaženik, sv. Ivan Diego, prvi Indijanac proglašen svetim i dr.
Na deset je konzistorija imenovao novih 231 kardinala i zaredio 321 biskupa. Među njima ima i Hrvata. Tako je Vinko Puljić proglašen kardinalom 1994., a Josip Bozanić 2003. Papa je imao je 1165 općih audijencija u Rimu, na koje je došlo više od 17 milijuna ljudi.
U doba kada je Ivan Pavao II. preuzeo pontifikat, Katolička Crkva imala je oko 760 milijuna vjernika. U vrijeme njegove smrti, katolika je po najkonzervativnijim procjenama, bilo oko 1,1 milijarda (možda i 1,2). Crkva je prevladala islamski izazov u subsaharskoj Africi i tamo je rastuća religija (postotak porasta je oko 42% u 2003. godini), ostavši najbrojnijom religijom na svijetu. Među svim svjetskim konfesijama jedino je Katolička Crkva poznata po velikom broju preobraćenika iz redova teologa, dok nije poznat slučaj iole značajnijega katoličkog filozofa, teologa ili kakvog drugog eminentnoga vjerskog službenika koji bi postao preobraćenikom na neku drugu inačicu kršćanstva, ili bilo koju drugu religiju. Katolička Crkva ostaje, u poredbi s ostalim konfesijama, nesporno dominantnim utjecajem i nazočnošću u općoj kulturi zapadnih zemalja, od obrazovnoga sustava na svim razinama do snažne vidljivosti u popularnoj kulturi.
Za vrijeme pontifikata, često je bio bolestan. Nije volio dugo biti u bolnici i na bolovanju. Čim mu je bilo bolje, nastavio bi s dnevnim obavezama. Nakon atentata na njega 1982. godine, bio je na operaciji koja je trajala 5 sati. Nakon dvadesetak dana napustio je bolnicu, ali se uskoro vratio, zbog komplikacija. Godine 1992., javno je tijekom nedjeljnog govora rekao, da ide u bolnicu. To je bio prvi put, da je neki papa najavio svoj odlazak u bolnicu. On je i prvi papa za kojeg je zabilježeno, da je za vrijeme pontifikata bio na više od jedne operacije. Kirurzi su mu odstranili benigni tumor na debelom crijevu 1992. godine. Sljedeće godine iščašio je desno rame, a godinu kasnije bedrenu kost u kuku. Nastojao je biti što kraće u bolnici. Dobio je protezu u kuku 1994. godine. Operiran je ponovno na debelom crijevu i trbuhu 1996. godine. Nosio je i slušni aparat. Dugi niz godina bolovao je od Parkinsonove bolesti. Ruke su mu se tresle, teže je govorio, imao je problema u držanju usana i lica. Od 2003., imao je problema s čitanjem teksta i sve teže je govorio. Nije volio da mu netko pomaže, dok to nije sam zatražio, a to je činio rijetko. Nastojao je obavljati svoju dužnost, unatoč bolovima i poteškoćama, a zahtjeve za umirovljenjem, odbacivao je i govorio, da Isus nije sišao s križa.
Što se tiče brakova među homoseksualcima, a koji bi imali "blagoslov" Crkve, papa se tomu oštro protivio, u skladu s biblijskom, patrističkom i općom vjerskom tradicijom. Slična je i problematika zaređivanja žena za svećenice. Ljudska povijest pokazuje da su žene kao vjerske službenice (ne kao redovnice) postojale tek u rijetkim društvima (npr. u drevnoj Mezopotamiji), dok postojeće velike religije ne poznaju takve situacije. Papa Ivan Pavao II. potvrdio je tradicionalno stajalište o celibatu, no, u praksi tolerirajući bračni status oženjenih svećenika koji su prešli u katoličko svećenstvo iz raznih protestantskih sljedbi.
Papa je imao jasne i beskompromisne stavom o gorućim svjetskim pitanjima, kako političkim (težak financijski i društveni položaj većega dijela Azije, Afrike i Latinske Amerika, razni ratovi, sukobi, te oblici nesnošljivosti-od rasizma do vjerskoga fanatizma) ili znanstvenim/ideološkim (stav prema marksizmu, darvinizmu, raznim svjetonazorima od egzistencijalizma i scijentizma do relativizma i skepticizma), tako i društvenim (pobačaj, eutanazija, smrtna kazna, radikalniji genetski pokusi i preoblike).
Molio je oprost za strahote učinjene u ime Katoličke Crkve, oprost zbog ponašanja Crkve prema ženama, od lova na vještice do njihove potčinjenosti. Službeno je rehabilitirao Galileja Galileja, kojeg je Crkva osudila, zbog teorije heliocentričnog sustava. Ispričao se i protiv zločina nad domorocima te Židovima. U Auschwitzu klenuo je njima u spomen. Borio se protiv antisemitizma. Prvi je papa koji je posjetio sinagogu. To je bilo u Rimu 1986. godine. Za vrijeme posjeta Siriji, postao je prvi papa, koji je boravio u džamiji. Propovijedao je i u jednoj evangeličkoj crkvi.
Prvi je papa, koji je bio na stadionu na nogometnoj utakmici. Primio je u audijenciju mnoge športaše, među kojima i igrače HNK Hajduka, Diega Maradonu, Rogera Millu, Roberta Baggija, Gorana Ivaniševića i druge. Popeo se na Mont Blanc, najviši planinski vrh Europe, 1986. godine s talijanskim planinarima. Blagoslovio je nogometni stadion u Rimu uoči Svjetskog nogometnog prvenstva 1990. godine.
Prilikom prve posjete Hrvatskoj sa zagrebačkog hipodroma Ivan Pavao II. poručio je: "Misao s nostalgijom leti u vrijeme kada su u ovim krajevima svi vjernici bili u punom zajedništvu. Vjera mora ponovo postati snaga koja ujedinjuje i daje dobre plodove, poput rijeka koje protječu ovim krajevima. Kao Sava, koja izvire u Sloveniji, protječe vašom domovinom te u Srbiji utječe u Dunav. Te dvije rijeke se susreću, isto kao što su pozvani na susret i narodi koje one povezuju."

### Atentat
Dana 13. svibnja 1981. godine na blagdan Gospe Fatimske, Ivan Pavao II. vozio se u otvorenom papamobilu i rukovao se s brojnim vjernicima. Bilo je 17h 17 min. prije opće audijencije srijedom. Turčin Mehmet Ali Ağca pucao je pištoljem iz blizine i ranio papu u trbuh, kažiprst i desni lakat. Ali Ağca pripadao je turskoj ekstremističkoj organizaciji "Sivi vukovi". Papa je prebačen u kliniku Gemelli. Na putu do nje, bio je pri svijesti, a u klinici je izgubio svijest. Operacija je trajala oko pet sati. Papa je preživio atentat, ali je kasnije imao ozbiljne zdravstvene posljedice. Nije otkriveno tko je stajao iza atentata. Ali Ağca osuđen je u Italiji na doživotni zatvor. Pomilovao ga je talijanski predsjednik Carlo Azeglio Ciampi 2000. godine. Nastavio je služiti zatvorsku kaznu u Turskoj do siječnja 2010., jer je prije atentata na papu ubio vlasnika novinske kuće.
Papa je posjetio Ali Ağca u zatvoru 1983. godine i sve mu oprostio. Razgovarali su tiho pa se ne zna sadržaj razgovora.
Papa je atentat povezao s Gospinim ukazanjem u Fatimi 1917. U trećoj fatimskoj tajni, govori se o stradanju čovjeka u bijelom, a atentat se dogodio baš na dan Gospe Fatimske 13. svibnja. Godinu dana nakon atentata, papa je posjetio svetište Gospe u Fatimi u Portugalu. U Gospinu krunu stavio je jedan od metaka, kojeg su liječnici izvadili tijekom operacije.
Bilo je još atentata na papu, koji nisu uspjeli. Pokušani su atentati na ma 1981. godine, u Fatimi 1982. godine, u Sarajevu 1997. godine te još nekoliko njih.

### Smrt i pogreb
U veljači 2005. godine, završio je u bolnici Gemelli zbog dišnih poteškoća i gripe. Veći dio svog pontifikata bio je bolestan. Imao je Parkinsonovu bolest od početka 90.-ih. Papa Ivan Pavao II. preminuo je 2. travnja 2005. godine u 21.37h. Njegova posljednja riječ bila je "amen". U času smrti uz njega je bio njegov osobni tajnik Stanislaw Dsiwisz. Oko 50.000 vjernika okupilo se na Trgu sv. Petra i molilo za papu. Kao protivnik eutanazije, strpljivo je podnosio tegobe bolesti i umro u miru prirodnom smrću.
Papino tijelo bilo je izloženo u dvorani Klementina Apostolske palače u Vatikanu, a nakon toga je izloženo u Bazilici sv. Petra. Pohodilo ga je oko 4 milijuna hodočasnika. Njegovo tijelo položeno je u lijes od čempresovine na dan pokopa 8. travnja 2005. godine. Lice mu je prekriveno bijelim svilenim velom. U lijes je stavljena olovna tuba s njegovom biografijom i medaljama, koje su objavljivane na svaku godišnjicu njegovog pontifikata. Lijes je nosilo 12 muškaraca, koji su bili službenici Apostolske palače. U procesiji prema glavnome oltaru krenulo je 140 kardinala. Pogrebnu misu predvodio je kardinal Joseph Ratzinger. Na početku pogrebnih obreda, zazvonila su zvona s katoličkih crkava širom svijeta. Na ispraćaju je bilo oko 2 milijuna hodočasnika, 180 državnih izaslanstava, 44 predsjednika država i 25 premijera. U hrvatskoj delegaciji bili su tadašnji predsjednik Stjepan Mesić i premijer Ivo Sanader. Sanader je posljednji državnik, kojeg je papa primio prije smrti. U Hrvatskoj su 4., 5. i 8. travnja 2005. bili dani žalosti. Povodom papine smrti, Paragvaj je proglasio 5 dana žalosti, Kostarika 4 dana, Italija, Kuba, Čile, Hrvatska i Portugal 3 dana žalosti, Kosovo 2 dana, a Peru dan žalosti.
Sućut povodom smrti pape izrazili su među ostalima i Dalaj Lama, Ruska Pravoslavna Crkva, službena Kineska Katolička Crkva koju ne priznaje Vatikan, kubanske vlasti i talibani koji su izjavili da je papa Ivan Pavao II. imao uspjeha u zaustavljanju progona muslimana.
Po gradu Rimu bilo je postavljeno oko 25 videozidova s kojih se mogao pratiti pogreb. U izravnom televizijskom prijenosu pogreb je pratilo oko 3 milijarde ljudi diljem svijeta. Pojedini dijelovi mise, služili su se na 9 različitih svjetskih jezika. Papino tijelo pokopano je ispod Bazilke sv. Petra u Vatikanskim špiljama u neposrednoj blizini groba sv. Petra. Tamo je bio pokopan papa sv. Ivan XXIII., dok nije proglašen blaženim pa mu je lijes premješten na drugo mjesto uz ostale pape koji su proglašeni svetima i blaženima. Iznad groba nalazi se kip Bogorodice s djetetom, rad hrvatskog kipara Ivana Duknovića iz Trogira iz 15. stoljeća. Na pokrovu lijesa je križ i grb pape Ivan Pavla II. Papa Benedikt XVI. proglasio ga je 1. svibnja 2011. blaženikom, a njegov nasljednik papa Franjo svecem 27. travnja 2014. godine. Lijes s posmrtnim ostatcima svetog Ivana Pavla II. premješten je iz kripte Bazilike u oltar kapele sv. Sebastijana koja je pri ulazu u baziliku sv. Petra.
Po posjećenosti, pogreb pape Ivana Pavla II. treći je u povijesti nakon pogreba egipatskog predsjednika Gamala Abdela Nasera iz 1970., kada se okupilo oko 8 milijuna ljudi i pogreba iranskog ajatolaha Homeinija iz 1989., kada se okupilo 5 milijuna ljudi. Po praćenosti putem televizije, svrstava se u najgledanije televizijske emisije u povijesti.

## Papa i Hrvatska
Papa Ivan Pavao II. imao je poseban odnos s Hrvatskom. Rodio se u dijelu Poljske, koji se zove i Bijela Hrvatska. Tu su boravili Hrvati, tijekom seobe u današnje krajeve. Aktivno se zalagao za ostvarenje hrvatske težnje za samostalnom državom i za prestanak ratova na prostoru bivše Jugoslavije. Vatikan je prvi u svijetu objavio 3. listopada 1991., da radi na hrvatskome međunarodnom priznanju, a službeno je priznao Hrvatsku i Sloveniju 13. siječnja 1992. Hrvatskoj je pružao višeslojnu i trajnu političku potporu. Upravo je papin pritisak bio odlučujućim činiteljem kod priznanja Republike Hrvatske, dok je do svoje smrti ostao zagovornikom i prijateljem RH u svim političkim zavijutcima i društvenim mijenama.
Blagdan Male Gospe 8. rujna 1991. godine proglasio je svjetskim danom molitve za mir u Hrvatskoj. Katolici diljem svijeta molili su za Hrvatsku, a papa je održao koncelebriranu svetu misu na tu nakanu. Papa Ivan Pavao II Hrvatsku je posjetio tri puta. Drugi je papa, koji je uz Papu Aleksandar III. posjetio Hrvatsku. Papa je za vrijeme svog pontifikata proglasio dva Hrvata svetima: sv. Leopolda Mandića 16. listopada 1983. i sv. Marka Križevčanina u Košicama u Slovačkoj, 2. srpnja 1995. Postavio je hrvatskog svećenika Nikolu Eterovića za glavnog tajnika Biskupske sinode, nakon što je vrlo uspješno organizirao zahtijevno papino putovanje u Ukrajinu 2001. godine. Hrvatski svećenik Martin Vidović djelovao je u papinskom Državnom tajništvu. Papa ga je postavio za apostolskog nuncija u Bjelorusiji 2004. godine. Posljednji dokument, koji je napisao prije smrti, bio je vezan uz beatifikaciju Ivana Merza.
U Selcima na otoku Braču 1997. godine podignut je u Europi prvi spomenik papi Ivanu Pavlu II. u prirodnoj veličini, i to u znak zahvalnosti za sve što je učinio za pravednu hrvatsku stvar. Prilikom sprovoda, na njegovom lijesu bila je knjiga evanđelja, koju je dobio na dar prigodom trećeg posjeta Hrvatskoj. Prvi spomenik papi Ivanu Pavlu II. nakon njegove smrti postavljen je pred Trsatskim svetištem, na mjestu gdje je 8. lipnja 2003., tijekom svoga jubilarnog 100. putovanja svijetom, bio kao hodočasnik.

### Tri posjeta Hrvatskoj
Prvi posjet
Papa je prvi put posjetio Hrvatsku 10. i 11. rujna 1994. godine. U planu je bilo, da posjeti i Sarajevo i Beograd, ali to je otkazano. Papin zrakoplov sletio je na Pleso, gdje su ga dočekali tadašnji predsjednik Franjo Tuđman i zagrebački kardinal Franjo Kuharić. Papa je te godine operirao kuk pa se nije mogao sagnuti i poljubiti zemlju, što je uvijek činio prilikom svakog posjeta nekoj državi. Stoga, mu je hrvatska zemlja prinesena u posudi kako bi je poljubio. Nakon pozdravnih govora, papamobil ga je dovezao od Plesa do Zagrebačke katedrale a cijelim putem su ga pozdravljali mnogobrojni građani. Molio se na grobu kardinala Alojzija Stepinca u katedrali. Za njega je rekao, da je "najsvjetliji lik i istinski čovjek Crkve". Dan kasnije predvodio je sv. misu na zagrebačkom hipodromu, kojoj je prisustvovalo gotovo milijun vjernika, što je najposjećenija misa u hrvatskoj povijesti.
Poručio je okupljenim vjernicima, da imaju hrabrosti oprostiti i prihvatiti bližnjega, osloboditi srce od mržnje i osvete. Mlade je pozvao, da se odupru napasti nasilja i grade budućnost na suživotu, dijalogu i suradnji. Hrvatskom narodu poručio je, da postane vjeran kršćanskim korijenima. Otišao je iz Zagreba za Rim u popodnevnim satima.
Drugi posjet
Prilikom drugog posjeta od 2. do 4. listopada 1998. godine, posjetio je Zagreb, Mariju Bistricu i Split. Prvi dan posjeta nakon pozdravnog govora na Plesu, govorio je vjernicima pred zagrebačkom katedralom. Sljedeći dan na sv. misi proglasio je blaženim kardinala Alojzija Stepinca u Mariji Bistrici pred velikim brojem vjernika, njih oko 500.000. Papa je naglasio, da je Alojzije Stepinac hrabro izložio svoj život za svjedočenje Evanđelja i jedinstvo Crkve. Poslijepodne, papa je u nuncijaturi u Zagrebu primio predstavnike kulture. Istaknuo je kako je konačna svrha kulture služiti pravome dobru. Slijedio je susret na Pantovčaku s državnim vrhom. Posljednji dan boravka u Hrvatskoj, posjetio je Split. Služio je svečanu svetu misu na splitskom Žnjanu uz more. Dio vjernika došao je na brodicama. U govoru, pozvao je međunarodnu javnost, da zaustavi tragediju na Kosovu. Hrvate je pozvao, da grade demokratsku državu, kako bi se nadvladalo poratno stanje i dosegli plemenite ciljevi, za kojima Hrvatska teži. Posjetio je i Solin prije odlaska iz splitske zračne luke i oproštajnog govora.
Treći posjet
Treći posjet dogodio se od 5. do 9. lipnja 2003. godine. To je bilo 100. papino putovanje izvan Italije i Vatikana. Doletio je zrakoplovom u zračnu luku na Krku u Omišlju. Imao je susret s tadašnjim predsjednikom Stjepanom Mesićem, premijerom Ivicom Račanom i predsjednikom Sabora Zlatkom Tomčićem. Do Rijeke je plovio katamaranom, što je bilo prvi put, da se na svojim pohodima vozi brodom. U Rijeci se pozdravio s lokalnim vlastima.
Sljedeći dan boravio je u Dubrovniku. U luci Gruž služio je svečanu sv. misu, tijekom koje je proglasio blaženom Mariju od Propetog Isusa Petković. Vozio se papamobilom po gradskom središtu i Stradunu. Citirao je riječi upisane na tvrđavi Lovrijencu: "Sloboda se ne prodaje ni za sve blago svijeta" i riječima na vratima vijećnice u Kneževom dvoru: "Zaboravite vlastite probitke i skrbite se za zajedničko dobro". U subotu 7. lipnja doletio je u Osijek. Misa je održana na Osječkom sportskom aerodromu. Blagoslovio je križ iz crkve sv. Filipa i Jakova u Vukovaru i susreo se s predstavnicima ostalih crkava i vjerskih zajednica. Poslijepodne posjetio je đakovačku katedralu. Na poklon je dobio šokačku nošnju. U nedjelju na blagdan Duhova, održana je sv. misa u Rijeci na Delti. Papa je posebno pozdravio hrvatsku mladež. Posjetio je i svetište Gospe Trsatske, gdje je ostavio svoju krunicu, kako bi Gospa Trsatska molila za njega tijekom života i nakon smrti. Posljednji dan boravka u Hrvatskoj, posjetio je Zadar, gdje je služio sv. misu na Forumu. Susret je bio vrlo temperamentan i srdačan. Marko Perković Thompson posvetio mu je pjesmu Ivane Pavle II objavljenu te godine.

## Kultura života
| »              | Ekološka kriza je ponajprije kriza morala i zbiljski prijezir spram čovjeka. | « |
| Ivan Pavao II. |                                                                              |   |

Papa je skovao sintagmu "kultura života" na svom putovanju u SAD 1993. godine. Pri tome je izjavio: "Kultura života znači poštovanje prirode i zaštita Božjeg djela stvaranja. Na poseban način, znači poštovanje ljudskog života od prvog trenutka začeća do prirodne smrti."
Objavio je encikliku Donum Vitae 1987. godine o biomedicinskim istraživanjima i reproduktivnim tehnikama. Poruka enciklike je poziv na zaštitu ljudskog života od trenutka začeća. Protivio se ekperimentiranju nad ljudskim embrijima, koje dovodi do usmrćivanja tih embrija. Postupci nastanka ljudskog života izvan spolnog odnosa poput kloniranja, umjetne oplodnje i sl., smatrao je protivnima moralnim zakonima.
Objavio je još jednu encikliku na temu kulture života pod naslovom Evangelium Vitae 1995. godine. Na početku enciklike uputio je apel odgojnim djelatnicima: "Poštuj život, svaki ljudski život, brani ga, voli ga i služi mu! Samo ćeš na tomu putu naći pravdu, razvitak, istinsku slobodu, mir i sreću." Za 5. Božju zapovijed "Ne ubij" napisao je da se odnosi na: "Ne ubij nevinoga, ne ubij nevinoga u ratu, nevinoga u miru, nevinoga u majčinoj utrobi, nevinoga u posljednjoj bolesti, ne ubij nevinoga nikada ni u kojem slučaju." U encklici se ističe da je život svet jer od Boga dolazi, ostaje u trajnoj vezi s Bogom i Bogu se vraća. Papa je izjavio: "Prema tome, autoritetom koji je Krist predao Petru i njegovim nasljednicima, u zajedništvu s biskupima Katoličke Crkve potvrđujem da je izravno i namjerno ubojstvo nevinoga ljudskog bića uvijek teško nemoralno djelo." Izrazio je negodovanje, što se u zakonodavstvu zločin ubojstva nevinoga prikazuje kao pravo počinitelja. Zakon koji gazi temeljno pravo na život kosi se sa zdravim razumom. Papa u enciklici navodi, da katolike ne obvezuju zakoni kojima se ozakonjuju pobačaj, eutanazija i bilo koje drugo ubojstvo nedužnih, već katolici imaju pravo protiviti se takvim zakonima, zbog prigovora savjesti.
Mnogo je puta izrekao svoje mišljenje o kontracepciji. Na susretu teologa 12. studenog 1988. godine izjavio je: "Ne postoje osobne ili socijalne prilike koje bi opravdale čin kontracepcije". U govoru 17. srpnja 1994. godine rekao je, da u nastanku života, supružnici ostvaruju jednu od najvažnijih dimenzija svoga poziva: postaju Božji suradnici. U odluci imati ili nemati dijete, ne smije predvladati sebičnost i nemar već pažljiva velikodušnost, koja važe mogućnosti i okolnosti i posebno daje prioritet dobrobiti nerođenog djeteta. I kada nije vrijeme za začeće, treba poštovati bračni čin kao prokreativan (otvoren rađanju) i onaj koji sjedinjuje partnere. Dopuštene su prirodne metode planiranja obitelji, koje poštuju prirodne biološke cikluse, dok kontracepcija nije dopuštena.
Osmislio je i pojam "teologija tijela" razlažući, uvelike nasuprot tradicionalnom shvaćanju po kojem je tijelo (nasuprot duhu) osuđeno kao izvor grijeha, svoju integralnu viziju ljudske osobe kao istovreno tjelesne, duševne i duhovne. Taj je svoj pristup Ivan Pavao II. razvio u svojih 129 izlaganja srijedom, između 1979. i 1984. Današnji Katekizam Katoličke crkve, kojeg je isti papa proglasio 1992., govori o tijelu i tjelesnosti u člancima 2289–2298, a o spolnosti u člancima 2331–2386 (objašnjenje šeste zapovijedi, "ne učini preljuba"). Tjelesno zdravlje je "dragocjeni Božji dar" (2288), ali kršćansko se ćudoređe "protivi novopoganskom shvaćanju, koje promiče kult tijela kome bi trebalo sve žrtvovati, uzdižući tjelesno savršenstvo i sportski uspjeh kao neka božanstva." (članak 2289)
U postsinodalnoj apostolskoj pobudnici Familiaris Consortio opisuje službeni stav Katoličke Crkve o ulozi i značenju braka i obitelji. Brak je definirao kao "osobnu uniju u kojoj supružnici uzajamno daju i primaju".
O pacijentima u vegetativnom stanju dao je izjavu 2004. godine: "Poslužiti vodom ili hranom pa i umjetnim putevima ako je potrebno, nije čin liječenja nego je izravno prirodno sredstvo, da se sačuva život. Stoga će se upotreba takvog sredstva smatrati redovitim i razmjernim i zato moralno obvezatnim u mjeri u kojoj i do kada pokazuje, da postiže svoju svrhu, koja se u takvoj situaciji sastoji u tome da bolesniku pruža hranu i ublažava bol."

## Politika
Papa se često susretao s političarima. Prvi kojega je primio bio je Andrej Gromyko, ministar vanjskih poslova Sovjetskog Saveza, a posljednjeg je primio hrvatskog premijera Ivu Sanadera. Za vrijeme njegova pontifikata, kroz Vatikan je prošlo oko 1500 političara, od kojih oko 250 premijera. Susretao se i s američkim i ruskim predsjednicima, britanskom kraljicom Elizabetom II., čelnikom PLO-a Jaserom Arafatom, kubanskim predsjednikom Fidelom Castrom i mnogim drugima. Kina je bila među vrlo rijetkim državama, koje su bile suzdržane ili neprijateljske prema papi. Uredio je dobre diplomatske odnose s velikim brojem država, uključujući i Hrvatsku.
Kao političar i državnik, Ivan Pavao II. je, po mnogim prosudbama, osoba najzaslužnija za rušenje komunizma. Sigurno je da komunistički sustav nije pao samo zbog usredotočene djelatnosti nekolicine ljudi- no, isto je tako teško poreći da je, u situaciji uzdrmanosti lijevoga totalitarizma koji se nije mogao dalje uspješno boriti protiv eksplozivne smjese gospodarske dotrajalosti, gubitka svjetonazorske vjerodostojnosti (osim kod najzagriženijih ideoloških ortodoksa) i korozivnih posljedaka informacijske revolucije, djelatnost Ivana Pavla II. u podupiranju pokreta otpora utjelovljenom u sindikatu "Solidarnost" (tu je temu podrobno obradio američki publicist Carl Bernstein u svojoj knjizi o papi) bila vjerojatno najznačajnija individualna aktivnost koja je rezultirala u slomu komunističkoga sustava. Ima li se sve to na umu, Staljinovo ironično pitanje: "Koliko papa ima divizija ?", dobilo je uistinu sarkastičan odgovor pravi coup de grace. U prvoj, manjoj polovici njegova pontifikata dominirala je borba protiv totalitarizma, poglavito lijevoga. Poslije raspada toga sustava, koji se uspijeva održati u Kini, Kubi, Vijetnamu i Sjevernoj Koreji jedino golim nasiljem bez uvjerljive ideološke iskaznice (čak i za cinične vladare tih zemalja), Ivan Pavao II. intenzivirao je borbu protiv potrošačkoga mentaliteta koji proždire zapadnu civilizaciju, planetarnoga izrabljivanja zemalja Južne Amerike, Afrike i Azije provođenoga kroz institucije globalnoga kapitalizma u službi bivših kolonijalnih imperija i njihovih prirepaka, te općega kolapsa vrijednosti što rastače suvremenu civilizaciju.

### Mirovne inicijative
Papa se tijekom cijelog pontifikata zalagao za mir. Zagovarao je pravo svakoga naroda, na svoju državu, samostalnost i suverenost.
U sukobu između Argentine i Čilea 1979. godine, prihvatio je molbu, da Sveta Stolica sudjeluje u rješavanju sukoba. Za vrijeme sukoba između Velike Britanije i Argentine oko Falklandskih Otoka 1982., došao je u Rio de Janeiro i u Argentinu, da osobno sudjeluje u smirivanju stanja.
Nakon ubojstva libanonskog predsjednika Bechira Gemayela, uputio je apel za mir u Libanonu. Sedam godina kasnije upućuje apel muslimanima u Libanonu i apostolsko pismo svim biskupima Katoličke Crkve o stanju u Libanonu.
Prije Zaljevskog rata 1991. godine, uputio je pisma Georgu Bushu Starijem i Sadamu Huseinu, da spriječe rat. Pozvao je na sastanak u Vatikan, biskupe država uključenih u sukob.
Tijekom ratova u Hrvatskoj i Bosni i Hercegovini više puta uputio je apel za mir. U bazilici sv. Petra 22. siječnja 1994. godine slavio je misu za mir na Balkanu. Papa je želio posjetiti Bosnu i Hercegovinu 1994. godine, ali mu to nije bilo omogućeno zbog sigurnosnih razloga. Posjetio je BIH 1997. godine i izjavio da nikada više ne bude ratova, mržnje i nesnošljivosti. Tijekom posjeta Hrvatskoj 1998. godine tražio je miran suživot i toleraciju prema manjinama te oprost poslije ratnih sukoba.
U povodu 50. obljetnice Drugog svjetskog rata 8. svibnja 1995. godine služio je misu za sve žrtve rata i da rata više ne bude.
Tijekom rata na Kosovu 1999. godine poslao je u Beograd nadbiskupa Jean-Louisa Taurana s porukom Miloševiću. Poruku je poslao i moskovskom patrijarhu Alekseju II., koji je bio u Beogradu.
Održao je nekoliko puta Svjetske molitvene dane u Asizu, kada je na jednom mjestu ukupio predstavnike svih velikih svjetskih religija. Cilj skupova bila je molitva za mir, kraj svih neprijateljstava, oprost i stvaranje pravog mira. Prije rata u Iraku, susreo se s brojnim svjetskim državnicima, da pokuša spriječiti rat. 
Odredio je 5. ožujak 2003. kao dan molitve i posta za mir na Bliskom istoku. Osudio je rat u Iraku i nije ga prihvatio kao rješenje. U rujnu 2004. godine izjavio je, da nasilje izaziva nasilje i da je rat uvijek poraz, pogotovo poraz razuma i ljudskosti.

## Ekumenizam i međureligijski dijalog
Papa Ivan Pavao II. promicao je međureligijski dijalog i mir. Zalagao se za jedinstvo kršćana. Pokazao je otvorenost prema drugim vjerskim zajednicima.
Papa je u Asizu 27. listopada 1986. godine okupio predstavnike svih religija: kršćane, muslimane, Židove, budiste, hinduiste i dr. Taj događaj bio je povijesni, jer nikada prije nije se okupilo toliko predstavnika različitih religija na jednom mjestu. Svi su kršćani zajedno molili, a predstavnici drugih religija molili su istodobno svatko u svom prostoru. Bit skupa bile su molitva, mir i dijalog. Bilo je još okupljanja predstavnika svjetskih religija u Asizu te u Vatikanu 2000. u sklopu Velikog jubileja. Susret je održan u Asizu i 24. siječnja 2002. godine povodom napada 11. rujna 2001. Sudionici su u Asiz doputovali vlakom, koji je nazvan „molitveni vlak“.
Napisao je ekumensku encikliku "Ut Unum Sint" 1995. godine. To je prva ekumenska enciklika uopće. Time je ekumenizam službeno postao pitanje pravovjerja i bit poslanja Crkve, jer jedinstvo kršćana odgovara Božjem planu spasenja.
Napisao je pismo 1983. godine u povodu 500. godišnjice smrti Marina Luthera. Potpisao je zajedničku izjavu s primasom Anglikanske Crkve Robertom Runcijem 1989. godine. Odlično je surađivao sa sljedećim primasom Anglikanske Crkve Rowanom Williamsom, koji se 4. listopada 2006., prilikom posjeta papi u Vatikanu poklonio i poljubio prsten poput katoličkih biskupa. U Augsburgu 1999. godine, Katolička Crkva potpisala je Deklaraciju o opravdanju s Luteranskom svjetskom federacijom. U Strasbourgu potpisana je Ekumenska povelja 2001. godine između Konferecije europskih crkava i Vijeća europskih katoličkih biskupskih konferencija.
Od 1980. godine postignuti su sporazumi s Pravoslavnim Crkvama oko nekih vjerskih pitanja. Papa je posjetio mnoge većinski pravoslavne države poput Grčke, Rumunjske, Bugarske, Ukrajine i dr. Želio je posjetiti i Rusiju i Srbiju, ali nije bilo dobre volje s pravoslavne strane. Ruska Pravoslavna Crkva teritorij Rusije drži isključivo svojim.
Papa je popravio odnose katolika i Židova. Prvi je papa koji je stupio u sinagogu. Bilo je to 13. travnja 1986. godine, kada je ušao u sinagogu u Rimu. Dočekao ga je nadrabin Elio Toaff. U Vatikanu je 7. travnja 1994. godine održan koncert u spomen na holokaust. Papa je 2000. godine boravio u Izraelu. Stavio je molitvu u otvor na Zidu plača u Jeruzalemu i boravio na više mjesta u Izraelu i Jordanu.
Ivan Pavao II. prvi je papa, koji je ušao u džamiju, kada je u Damasku posjetio džamiju Umajda 6. svibnja 2001. godine. U poruci za kraj ramazana 1991. godine izrazio je poštovanje prema muslimanima. Naglasio je spremnost na suradnju i za izgradnju trajnog mira u svijetu. Pohvalio je post, molitvu i samodisciplinu kod muslimana. Posjetio je više muslimanskih zemalja poput Sirije, Jordana, Indonezije, Turske i dr. U Kazahstanu u rujnu 2001. godine istaknuo je, da izražava poštovanje Katoličke Crkve prema autentičnom islamu, koji se brine za ljude u nevolji. Izjavio je i da mržnja, fanatizam i terorizam obezvređuju Božje ime i istinski lik čovjeka.

## Veliki jubilej
Veliki jubilej slavio se 2000. godine povodom proslave 2000 godina od rođenja Isusa Krista. Već 1994. godine, papa je najavio proslavu Velikog jubileja u apostolskom pismu  "Tertio Millennio Adveniente" (hrv. Nadolaskom trećeg tisućljeća). Objavio je i bulu o jubileju pod nazivom "Inacarnationis Mysterium" (hrv. Otajstvo Utjelovljenja) 1998. godine. Veliki jubilej počeo je na Božić 1999. godine otvaranjem vrata Bazilike sv. Petra u Vatikanu. Otvaranje jubileja proslavljeno je i u mjesnim crkvama po svijetu. Ustanovljen je poseban jubilarni oprost grijeha.
U sklopu jubileja, papa je posjetio Svetu Zemlju od 24. do 26. veljače 2000. godine. Pohodio je tom prilikom i Nazaret i Jeruzalem, gdje je stavio svoju molitvu na Zidu plača. Na prvu korizmenu nedjelju 12. ožujka, ispričao se i tražio oprost za sve grijehe koje su sinovi i kćeri Katoličke Crkve učinili tijekom povijesti. To je uključivalo i oprost zbog prislinog pokrštavanja, inkvizicije i križarskih ratova. Posjetio je i Siriju, Grčku i Maltu od 4. do 9. svibnja. U lipnju je ručao sa siromasima i beskućnicima iz Rima. Održani su posebni jubileji radnika, obitelji, studenata, biskupa, umjetnika, znanstvenika, poljoprivednika i drugih, svaki posebno. U sklopu Velikog jubileja, Vatikan je posjetilo oko 25 milijuna hodočasnika, a održano je oko 3400 euharistijskih slavlja. Održan je i Svjetski dan mladih u Rimu na kojem se okupilo više od 2 milijuna mladih iz cijeloga svijeta. Na kraju Velikog jubileja, 6. siječnja 2001. godine papa je objavio apostolsko pismo "Novo millennio ineunte" (hrv. Ulaskom u novo tisućljeće). U njemu je pisao o izazovima ekologije, ratnih sukoba, ljudskih prava, pobačaja i dr.

## Putovanja
U 26 godina svoga pontifikata, posjetio je 129 država. Proputovao je 1,2 milijuna kilometara. Obišao je zemaljsku kuglu oko 30 puta. Posjetio je oko 850 gradova. Prvi je papa, koji je posjetio gradove Azije, Afrike i Južne Amerike. Imao je 54 posjeta europskim državama bez Italije, 15 posjeta Africi, 11 posjeta Srednjoj Americi, 10 posjeta Sjevernoj Americi, 9 posjeta Aziji, 8 posjeta Južnoj Americi, 4 posjeta Oceaniji i 3 posjeta Bliskom istoku. Putovao je gotovo do posljednjeg dana.
Još kao krakovski nadbiskup volio je putovati i posjećivati poljske iseljenike. Na početku pontifikata, najavio je da će ići svuda gdje ga pozovu, ako mu Bog dopusti. Prvo putovanje bilo je u Dominikansku Republiku i Meksiko, a drugo u Poljsku. Putovao je najčešće avionom, ali i mnogim drugim prijevoznim sredstvima. Na trećem putovanju u Hrvatsku prvi put se vozio brodom na pastoralnim posjetima i to od Omišlja do Rijeke. Vozio se i u posebno izrađenom papamobilu. Prilikom posjeta Calcutti 1986. godine u papamobilu vozio se zajedno s Majkom Terezom. Nakon posjeta državama s totalitarnim sustavima, ponegdje su se pokrenule promjene prema demokraciji poput Čilea i Paragvaja. Njegov posjet Kubi, doveo je do boljeg odnosa vlasti prema katolicima. Putovao je i u države, gdje su katolici u manjini poput većinski pravoslavnih ili muslimanskih država. Posjetio je sve kontinente osim Antartike. Putovao je u sve države Europske unije, sve države Sjeverne i Srednje Amerike i gotove sve države Južne Amerike. Najviše je putovao u Italiju pa zatim u svoju domovinu Poljsku. Nije uspio posjetiti Rusiju i Kinu, zbog nesusretljivosti tih država. Putovanje u Hrvatsku 2003. godine, bilo je njegovo jubilarno 100. putovanje. Svako putovanje imalo je plan i poruku. Posjetio je i koncentracijske logore Auschwitz i Mauthausen. Imao je i posjet Hollywoodu, kada je poručio glumcima da im novac ne bude jedina briga. Prilikom mnogih posjeta događale su se beatifikacije i kanonizacije, tj. proglašenja blaženih i svetih. Prva beatifikacija izvan Rima još od srednjeg vijeka dogodila se u Seulu u Južnoj Koreji 1984. godin, kada je proglasio blaženima 103 mučenika.

## Crkveni dokumenti
Za vrijeme pontifikata napisao je te izgovorio oko 15.000 raznih govora i dokumenata, što je oko 18 milijuna riječi. Napisao je 14 enciklika, 11 apostolskih konstitucija, 41 apostolsko pismo, 15 apostolskih pobudnica, 19 motuprija i više knjiga. Pokrenuo je pisanje novoga Katekizma Katoličke Crkve. Napisan je povodom 20. obljetnice zaključenja Drugog vatikanskog sabora. Dovršen je 1994. godine. Za njegova pontifikata izrađen je novi Zakonik kanonskog prava 1983. godine, kao najvažniji priručnik vrijedećeg prava Katoličke Crkve latinskog obreda. Proglasio je Zakonik kanona istočnih crkava 1990. godine, koji uzima u obzir duhovnu pravnu i civilizacijsku posebnost Istočnih Crkva koje su u zajedništvu s Katoličkom Crkvom poput Koptske, Maronitske, i dr.
Enciklika Redemptor Hominis prva je enciklika Ivana Pavla II. Objavljena je 4. ožujka 1979. godine, nekoliko mjeseci nakon što je izabran za papu. Uvodne riječi enciklike glase: "Isus Krist, središte je svemira i povijesti". Papa ističe, da je Isus ušao u povijest čovječanstva i kao čovjek postao nositelj povijesti, jedan od ljudi, a ipak jedinstven. Bitan je odgovor vjernika prihvaćanjem Njegovih riječi. Među enciklikama, posebno se ističe Evangelium Vitae. Obrađuje ključna pitanja života i smrti poput: smrtne kazne, pobačaja, ekperimentiranja nad ljudskim embrijima, eutanazije, samoubojstva i zakonodavstva u vezi tih pitanja. Papa u enciklici izjavljuje, da je izravno i namjerno ubojstvo nevinog ljudskog bića uvijek teško nemoralno djelo. Enciklika Donum Vitae govori o o biomedicinskim istraživanjima i reproduktivnim tehnikama. Poruka enciklike je poziv na zaštitu ljudskog života od trenutka začeća. Papasmatra, da je nedopustivo dolazak djeteta na svijet podvrći kontroli, gospodarenju i tehničkoj uspješnosti. Enciklika Ecclesia de Eucharistia je na temu otajstva Euharistije i njenom odnosu prema Crkvi. U enciklici ima pjesničkih dijelova u kojima je vidljiva papina ljubav prema Euharistiji. Istaknuo je, da je slavio Euharistiju na vrlo različitim mjestima: na stadionima, u kapelicama u planinama i uz more, na gradskim trgovima i sl. Iz toga je iskusio univerzalnost Euharistije i njen kozmopolitski karakter. Redemptoris missio je enciklika koja ističe važnosti misijskog poslanja i buđenje kršćana iz misijske uspavanosti. Papa napominje da je evangelizacija naroda tek na svome početku, a osim oživljavanja misijskog rada njome nastoji raspršiti sumnje glede misija ad gentes, ohrabriti teologe na produbljivanje i iznošenje različitih oblika misija, potaknuti katoličku mladež na naviještanje Kraljevstva Božjeg i pridonijeti promicanju misijskih zvanja.

## Papa i Djevica Marija
Kada je imao 9 godina, umrla mu je majka Emilija. Nakon pokopa njegov otac poveo je njega i brata na višednevno hodočašće u marijansko svetište Kalvariju u blizini njihovog mjesta Wadowica. Djevica Marija popunila je prazninu nastalu smrću majke. Razvio je duboku odanost prema Mariji do kraja života. Kada je preživio atentat i tešku operaciju, svoj oporavak i spas od smrti, smatrao je Marijinom zaslugom. U znak zahvalnosti, jedan od metaka kojim je pogođen, stavio je u krunu Gospu Fatimske. Hodočastio je u velik broj marijanskih svetišta npr. u Fatimu, Lurd, Częstochowu i u mnoga druga među kojima su i svetište Majke Božje Bistričke 1998. godine i svetište Majke Božje Trsatske 2003. godine. Tamo je ostavio svoju krunicu, kako bi Majka Božja molila za njega tada i nakon njegove smrti. Svaku svoju encikliku završavao je molitvom Djevici Mariji.
Dodao je četvrto otajstvo krunice 2002. godine apostolskim pismom „Rosarium Virginis Mariae“ (hrv. Krunica Djevice Marije). Novo četvrto otajstvo, nazvao je otajstvom svjetla, koje je obuhvatilo Isusovo krštenje na rijeci Jordan, njegou objavu na svadbi u Kani Galilejskoj, naviještanje Božjeg kraljestva pozivom na obraćenje, Isusovo preobraženje i ustanovljenje euharistije. Iste godine proglasio je i godinu krunice, koju je i sam često molio.

## Papa i mladi
Ivan Pavao II. bio je popularan kod mladih. Ustanovio je 1984. godine, Svjetski dan mladih, na kojem se redovito okupljalo mnoštvo mladih. Papa je mlade nazvao "jutarnja straža". Prvi Svjetski dan mladih dogodio se 15. travnja 1984. godine u Rimu. Tada je mladima darovao drveni križ i potaknuo ih neka ga nose svijetom kao znak Isusove ljubavi prema čovječanstvu. Sljedeći Svjetski dani mladih održani su se u Rimu 1985., Buenos Airesu 1987., Santiago de Composteli 1989., Częstochowi 1991., Denveru 1993., Manili 1995., Parizu 1997., Rimu 2000. Torontu 2002. Nastavili su se i nakon smrti pape Ivana Pavla II. u Kölnu 2005. i Sydneyu 2008. Do sada je najmasovniji susret u Manili 1995. godine, kada se okupilo 5 milijuna mladih. Na Svjetskom danu mladih u Rimu okupilo 2.7 milijuna mladih iz cijelog svijeta. Od tada s mladima hodočasti i lik Majke Božje Spasa rimskog naroda.
U čast pape održan je koncert u Bologni 1997. godine na kojem se okupilo oko 300.000 mladih. Nastupali su mnogi glazbenici među kojima i Bob Dylan. Mimo protokola papa je održao govor u kojem je citirao pjesmu Boba Dylana "Blowin' in the wind" i stih "Koliko cesta čovjek mora proći prije nego što ga možete nazvati čovjekom?"
Prilikom trećeg hodočašća u Hrvatsku 2003. godine, tijekom sv. mise u Zadru, mladi su skandirali: "Mi smo papini, papa je naš" te "Ivane Pavle! Ivane Pavle! Ivane Pavle!" Papa je uzvratio: "Hvala i tebi, mladeži hrvatska!"

## Kultura i šport
Ivan Pavao II. napisao je velik broj pjesama, drama i eseja, koji su u milijunima primjeraka prevedeni na mnoge jezike svijeta. Neki od njegovih literalnih radova izvođeni su u kazalištu i prikazani u obliku televizijskih i radio emisija. Pisao je i pod pseudonimima Piotr Jasien, Stanislaw Andrzej Gruda, A. J., Andrzej Jawien, kako bi njegove radove vrednovali zasebno od njega samoga. U početku su njegovi književni radovi objavljivani u poljskim katoličkim časopisima. Za vrijeme Drugog svjetskog rata, sudjelovao je u radu Rapsodijskog kazališta u Krakovu, koje je radilo u ilegali. Bio je glumac, redatelj, scenograf, pisao je dramske tekstove i eseje. Najpoznatija drama mu je "Pred zlatarnom" koja je izvođen u mnogim kazalištima poput onih u New York u, Rimu, Varšavi te u splitskom HNK-u 1997. godine. Za tekst "Brat našega Boga" poznati poljski skladatelj Krzysztof Penderecki napisao je scensku glazbu. Najpoznatija papina duhovna pjesma je "Krist na žalu", koja se pjeva i u hrvatskim crkvama. Sam Ivan Pavao II. pjesmu je 1979. preveo na hrvatski jezik (polj. prijevod Stanisław Szmidt, izvornik na španjolskom Pescador de hombres Cesárea Gabaráina) O ulozi umjetnosti još u mladosti je napisao: "Nije umjetnost tu da bi bila tek realističkom istinom ili pak pukom zabavom, već prije svega nadogradnjom, pogledom prema naprijed i uvis, pratiljom religije i vodičem na putu prema Bogu; ima dimenziju romantičke duge: ide od zemlje i od srca čovjekova prema Beskrajnom." O njemu je napisano mnogo knjiga i za života i nakon njegove smrti.
Od mladosti volio se baviti športom. Bio je vratar u katoličko-židovskoj momčadi u svom rodnom mjestu. Igrao je za nogometnu momčad gimnazije. Volio je višednevne planinarske izlete po Tatrama, plivanje na rijeci Skawi, vožnju biciklom i kanuom. Volio je i tenis i šah. Kada je postao papa i dalje se nastavio baviti športom. Dao je u Vatikanu napraviti dvoranu za vježbanje. Poslije ustajanja, redovito je vježbao. Plivao je u bazenu u ljetnoj rezidenciji Castel Gandolfo. Ponekad je i skijao. Uz pomoć talijanskih alpinaca popeo se na jedan od vrhova Mont Blanca 1986. godine. Blagoslovio je Olimpijski stadion u Rimu povodom Svjetskog nogometnog prvenstva u Italiji 1990. godine. Uživo je kao prvi papa gledao i nogometnu utakmicu na stadionu. Volio je primati u posjet izaslanstva športaša pa je tako primio i nogometaše Hajduka, Real Madrida, Gorana Ivaniševića, Ronalda, Roberta Baggija i dr. Preporučio je, da se nogometne utakmice odigravaju subotom, a ne nedjeljom. Šport je smatrao Božjim darom. Zauzimao se za fair-play u športu.

## Popisi

### Djela
Popis enciklika, apostolskih konstitucija, apostolskih pisama, apostolskih pobudnica, motu proprija i knjiga koje je napisao Ivan Pavao II.
2019. godine su na hrvatskom objavljeni nedavno pronađeni i do sada nepoznati tekstovi pape Ivana Pavla II. u djelu Bit i smisao kršćanstva.

### Imenovani kardinali i biskupi
Na deset je konzistorija imenovao novih 231 kardinala i zaredio 321 biskupa.

### Proglašeni blaženici i sveci
Proglasio je novih 1338 blaženika i 482 novih svetaca.

## Galerija
- Ivan Pavao II. prilikom primanja Medalje slobode 2004.
- Rekvijem 8. travnja 2005. godine
- Voštani lik u muzeju u Meksiku
- Roditelji Emilia i Karol Wojtyla i stariji brat Edmund
- Tijekom posjeta Kolumbiji
- U Brazilu 1991. godine
- Susret s Vladimirom Putinom 2003. godine
- Medalja izdana u spomen na posjet Litvi
- Papin kip u Mariji Bistrici
- Papin kip ispred Crkve hrvatskih mučenika na Udbini
- Papin kip ispred Sarajevske katedrale
- Mural u Splitu

## Unutarnje poveznice
- Teologija tijela
- Kultura života
- Dan svetosti života

## Vanjske poveznice

### Sestrinski projekti
|  | Zajednički poslužitelj ima stranicu o temi Ivan Pavao II.    |
|  | Zajednički poslužitelj ima još gradiva o temi Ivan Pavao II. |
|  | Wikizvor ima izvorni tekst Rosarium Virginis Mariae          |
|  | Wikizvor ima izvorna djela autora: Ivan Pavao II.            |
|  | Wikicitati imaju zbirke citata o temi Ivan Pavao II.         |

### Mrežna sjedišta
- Papa u Hrvatskoj (hrv.)
- Papa Ivana Pavla II na stranicama Svete Stolice (engl.)
- Život Ivana Pavla II. straniceama Glasa Koncila (hrv.)
- Treće hodočašće u Poljsku, Institut nacionalnog sjećanja (Poljska) (engl.)